# 長谷川徹 (脚本家)
長谷川 徹（はせがわ とおる）は、日本の脚本家・映画監督。男性。BLUE LABELから独立し、現在はフリー。

## 略歴
神奈川県相模原市出身。法政大学工学部機械工学科卒。バラエティ番組の放送作家を経て脚本家へ転向。
短編映画「失恋科」（2018年）を自主製作して監督業も始める。主題歌「恋も病」では作詞も担当する。
初めて製作・脚本・監督した長編映画「不倫ウイルス」（2022年）は劇場公開される。
【受賞歴】
2019年 第6回 映画少年映画祭2019 グランプリ「失恋科」
2019年 第15回 山形国際ムービーフェスティバル 観客賞「失恋科」
2018年 第34回 ATP賞 奨励賞「脳にスマホが埋められた！」
2011年 第11回 テレビ朝日21世紀新人シナリオ大賞 最終選考「ガンクビ」

## 主な作品

### ドラマ
- 警視庁インサイダー～警務課・米光麻紀のランチ捜査～（2023年1月-、テレビ朝日・TELASA）脚本
- 遺留捜査（2018年7月期、テレビ朝日）脚本
- 脳にスマホが埋められた！（2017年7月期、読売テレビ）脚本
- 特命係長 只野仁 AbemaTVオリジナル（2017年1月 - 、AbemaTV）脚本
- ひぐらしのなく頃に 解（2016年11月 - 、BSスカパー!）脚本
- メディカルチーム レディ・ダ・ヴィンチの診断（2016年10月期、関西テレビ）脚本
- ひぐらしのなく頃に（2016年5月 - 、BSスカパー!）脚本
- 世にも奇妙な物語25周年記念！秋の2週連続SP『バツ』山崎貴監督作品（2015年11月、フジテレビ）脚本
- ホテルコンシェルジュ（2015年7月期、TBS）脚本協力
- ミステリなふたり（2015年4月期、メ～テレ）脚本[1]
- 黄金の刻〜服部金太郎物語〜（2024年3月、テレビ朝日）脚本協力

### 映画
- 不倫ウイルス（2022年10月28日劇場公開、無限の猿定理）製作・脚本・監督[2]

　　第7回 映画少年映画祭　特別上映作品
　　TKFFC2021　サイファイ部門ノミネート作品
- 失恋科（2019年）原案・脚本・監督・製作総指揮

　　第6回 映画少年映画祭2019 グランプリ
　　第15回 山形国際ムービーフェスティバル2019 観客賞
　　第1回 アイドル映画祭2019 優秀出演者賞（みひろ）
　　第6回 夜空と交差する森の映画祭2019 コンペティション部門上映作品
　　東京MXテレビ「あしたのSHOW」　放映作品（2020年1月7日#119）
　　AbemaTV「二十代映画欲求」 放映作品（2019年11月9日＃56）
- 犬に名前をつける日（2015年）協力

### 書籍
- 小説版 メディカルチーム レディ・ダ・ヴィンチの診断 前編・後編（2016年、宝島社）

### 出演
- 渋谷のラジオ「渋谷のシネマ」　ゲスト出演（2022年10月20日）
- 東京MXテレビ「あしたのSHOW」　ゲスト出演（2020年1月7日#119）
- FMさがみ「劇団マチダックス板野成美の1,2,3,4！」ゲスト出演（2019年12月19日）

### その他
- WEB「VALU × note」　インタビュー取材（2018年）
- ワークショップ「『物語の世界』で捉える、人間とコンピュータの10年後の未来」　ゲスト審査員

　（2016年、主催：株式会社ロフトワーク　協賛：NECパーソナルコンピュータ株式会社、レノボ・ジャパン株式会社）